# Калдекотт, Эндрю
Эндрю Калдекотт (англ. Andrew Caldecott, кит. трад. .郝德杰; 26 октября 1884 года, Боксли, Кент, Англия, Великобритания — 14 июля 1951 года, Ичинор, Сассекс, Великобритания) — британский колониальный чиновник, губернатор Гонконга, губернатор Цейлона, кавалер Большого Креста Ордена Святого Михаила и Святого Георгия, рыцарь-командор Ордена Британской империи и кавалер Ордена Святого Иоанна, член Королевского азиатского общества, Королевского общества искусств и Королевского филармонического общества.

## Биография
Эндрю Калдекотт родился 26 октября 1884 года в Боксли, в графстве Кент, в Англии, в Великобритании. Он был первенцем в семье священника Эндрю Калдекотта и Изабель Мэри Джонсон, дочери священника Стеннинга Джонсона. Обучался в школе Аппингем-скул в графстве Ратленд. Затем был принят со стипендией в Эксетер-колледж Оксфордского университета, который окончил с отличием в 1907 году.
С 1907 по 1935 годы занимал разные должности в малайской колониальной администрации. Служил контролёром по вопросам труда, заместителем секретаря Стрейтс Сетлментс, комиссаром земель Малайской Федерации и секретарём по почтовой связи, британским резидентом в Негри-Сембилане, Пераке и Селангоре. Служил с 1931 по 1933 год главным секретарём правительства Малайской Федерации, с 1933 по 1935 год колониальным секретарём Стрейтс Сетлментс. В 1934 году был также офицером администрации правительства Стрейтс Сетлментс и верховным комиссаром при малайских государствах.
За это время заработал репутацию чиновника, способного решать споры между разными этническими группами Малайи. Он также стал первым президентом Футбольной ассоциации Малайзии.
В 1935 году был назначен губернатором Гонконга. Его пребывание на этой должности стало самым коротким в истории колониального Гонконга, после чего он был назначен губернатором Цейлона. В Гонконге, в отличие от своих предшественников, носил гражданскую одежду. Следующим губернатором, повторившим его поступок, в 1992 году был Крис Паттен, последний британский губернатор Гонконга. Его назначение на Цейлон было встречено обществом Гонконга с тревогой. Местные жители обратились с просьбой к британской колониальной администрации оставить Эндрю Калдикотта, но безрезультатно. При нём в аэропорте Кай Так появились первые регулярные рейсы, основан госпиталь королевы Мэри, как клиника при Гонконгском университете. Во время Второй японо-китайской войны принял 100 000 беженцев из материковой части Китая.
После выхода на пенсию вернулся в Великобританию. В 1944 году был приглашён на работу в Колониальную службу органов управления, где служил до 1947 года. Способствовал образованию Британского Содружества. После его смерти 14 июля 1951 года в Иченоре, в графстве Сассекс, в Англии, правительство Гонконга объявило траур.